# Turuçu
Turuçu is een gemeente in de Braziliaanse deelstaat Rio Grande do Sul. De gemeente telt 4.000 inwoners (schatting 2009).

## Aangrenzende gemeenten
De gemeente grenst aan Pelotas en São Lourenço do Sul.